# Aurealis Award/Science Fiction
Der Aurealis Award für Science Fiction wird seit der ersten Verleihung der Aurealis Awards jedes Jahr in den Unterkategorien Short Story und Novel an australische Autoren vergeben. Jedes Jahr entscheidet eine Jury aus Freiwilligen über die Vergabe. 
Aufgeführt sind die Finalisten der jeweiligen Jahre und Unterkategorien. Der Gewinner steht jeweils an erster Stelle. 

## 1996–1999
| 1996 Novel - Greg Egan: Distress - Sean McMullen: Mirrorsun Rising - Kate Orman: Set Piece - Sean Williams, Shane Dix: The Unknown Soldier Short Story - Greg Egan: Luminous - Stephan Dedman: From Whom All Blessings Flow - Sean Williams: Map of the Mines of Barnath - Greg Egan: Mister Volition - Greg Egan: Wang's Carpets Jury Martin Livings - Graham South - Jonathan Strahan                                | 1997 Novel - Sean Williams: Metal Fatigue - Tess Williams: Map of Power - Simon Brown: Privateer Short Story - Leann Frahm: Borderline - Geoffrey Maloney: The Embargo Traders - Terry Dowling: His Own, The Star Alphecca - Terry Dowling: The Ichneumon and the Dormeuse - Simon Brown: The Mark of Thetis Jury Van Ikin - Alan Stewart - Michael J. Tolley                                                                                                  |
| 1998 Novel - Damien Broderick: The White Abacus - Richard Harland: The Dark Edge - Greg Egan: Diaspora - Simon Brown: Winter - Damien Broderick, Rory Barnes: Zones Short Story - Janeen Webb, Jack Dann: Niagara Falling - Russell Blackford: Lucent Carbon - Lucy Sussex: Merlusine - Greg Egan: Reasons to be Cheerful - Damien Broderick: Schrödinger's Dog Jury Bill Congreve - Peter McNamara - Jonathan Strahan | 1999 Novel - Sean McMullen: The Centurion's Empire - Kate Orman: The New Adventures: Walking to Babylon - John Marsden: The Night Is for Hunting - Sean Williams: The Resurrected Man - Alison Goodmann: Singing the Dogstar Blues Short Story - David J. Lake: The Truth About Weena - Michael Pryor: Australian Visions - Greg Egan: Oceanic - Rosaleen Love: Real Men - Stephen Dedman: Transit Jury Justine Larbalestier - Graham South - Jonathan Strahan |

## 2000–2007
| 2000 Novel - Greg Egan: Teranesia - Damien Broderick, Rory Barnes: The Book of Revelation - Jonathon Blum, Kate Orman: Doctor Who: Unnatural History - Andrew Masterton: The Letter Girl - Sally Rogers-Davidson: Spare Parts Short Story - Chris Lawson: Written in Blood - Kate Orman: The Bicycle Net - Chris Lawson: Chinese Rooms - Lucy Sussex: The Queen of Erewhon - Terry Dowling: The View in Nancy's Window Jury Van Ikin - Justine Larbalestier - Helen Merrick - Peter Nicholls | 2001 Novel - Sean McMullen: The Miocene Arrow - James Bradley: The Deep Field - Sean Williams, Shane Dix: Evergence 2: The Dying Light - Tess Williams: Sea as Mirror Short Story - Damien Broderick: Infinite Monkey - Stephen Dedman: The Devotee - Sean Williams: The Land Itself - Adam Browne: Schrödinger's Catamaran - Margo Lanagan: White Time Jury Diane DeBellis - Van Ikin - Paul Voermans |
| 2002 Novel - Sean Williams, Shane Dix: The Dark Imbalance - Peter McAllister: Cosmonaut - Joel Shepherd: Crossover - Sean McMullen: Eyes of the Calculor Short Story - Adam Browne: The Weatherboard Spaceship - Lucy Sussex: Absolute Uncertainty - Jack Dann: The Diamond Pit - Dirk Strasser: The Skerricks of Truth - Michael Barry (Schriftsteller): The Trojan Rocks Jury Diane DeBellis - Marian Foster - Stephen Higgins - Peter McNamara                                            | 2003 Novel - Damien Broderick: Transcension - Michelle Marquardt: Blue Silence - Sean Williams, Shane Dix: Echoes of Earth Short Story - Sean McMullen: Walk to the Full Moon - Geoffrey Maloney: The Imperfect Instantaneous People Mover - Shane M. Brown: Late Returns - Shane M. Brown: Lucy Lucy - Chris McMahon: Within Twilight Jury Justin Ackroyd - Russell Farr - Rowena Cory Lindquist      |
| 2004 Novel - Jonathan Blum, Kate Orman: Fallen Gods - Kate Orman: Blue Box - Sean Williams, Shane Dix: Orphans of Earth - Ian Irvine: Terminator Gene - Jay Caselberg: Wyrmhole Short Story - Brendan Duffy: Louder Echo - Stephen Dedman: Acquired Tastes - Sue Isle: Amy's Stars - Martin Livings: Sigmund Freud and the Feral Freeway - Kaaron Warren: State of Oblivion | 2005 Novel - Maxine McArthur: Less Than Human - Sean Williams, Shane Dix: Heirs of Earth - Marianne de Pierres: Nylon Angel - K. A. Bedford: Orbital Burn - Jack Dann: The Rebel Short Story - Brendan Duffy: Come to Daddy - Barbara Robson: Absolution - Geoffrey Maloney: Bush of Ghosts - Stephen Dedman: Desiree - Cat Sparks: Home by the Sea                                                    |
| 2006 Novel - K. A. Bedford: Eclipse - Marianne de Pierres: Crash Deluxe - John Birmingham: Designated Targets - Sean Williams, Shane Dix: Geodesica: Ascent Short Story - Trent Jamieson: Slow and Ache - Rjurik Davidson: The Interminable Suffering of Mysterious Mr. Wu - Lyn Triffitt: The Memory of Breathing - Leann Frahm: Skein Dogs - Kim Westwood: Terning tha Weel | 2007 Novel - Damien Broderick: K-Machines - Sean Williams, Shane Dix: Geodesica: Descent - K. A. Bedford: Hydrogen Steel - Andrew McGahan: Underground Short Story - Sean Williams: The Seventh Letter - David Conyers: Aftermath - Lee Buttersby: Dark Ages - Stephen Dedman: Down to the Tethys Sea                                                                                                  |